# Wabasca 166D
Wabasca 166D är ett reservat i Kanada.   Det ligger i provinsen Alberta, i den centrala delen av landet, 2 900 km väster om huvudstaden Ottawa. Wabasca 166D ligger vid sjön South Wabasca Lake.
I omgivningarna runt Wabasca 166D växer i huvudsak blandskog. Trakten runt Wabasca 166D är nära nog obefolkad, med mindre än två invånare per kvadratkilometer.